# 桑迪·萨赫曼
桑迪·萨赫曼（德語：Sandi Sahman，1987年4月14日—）是一名出生于德国的波黑足球运动员，目前为自由身份。

## 个人履历
萨赫曼出生于德国汉堡，司职前锋。在德国石勒苏益格-荷尔斯泰因足球联赛（位处德国足球联赛系统的第五级别）出道，后来辗转西亚多国，在科威特、伊拉克等国的球队踢球，之后又加盟伊朗职业足球联赛的球队阿瓦士独立，但没有获得任何出场机会。2016年底，他来到中国，通过“德中青少年足球交流与促进协会”牵线搭桥，以教练的身份被介绍给了北京体育大学，然后再通过北体大的合作关系被介绍到新疆全运队，成为4名教练组成的“德国教练组”中的一员。目前该教练组已经离开新疆全运队。

## 争议事件
2017年5月7日，德国转会市场网站中国区管理员朱艺（网名为“Asaikana”）在新浪微博发文，指称萨赫曼履历造假。据朱艺称，萨赫曼在TransferMarkt上将其所在球队改为新疆天山雪豹足球俱乐部预备队，引起他的怀疑。之后的调查发现，萨赫曼还在YouTube上传了一段视频，以“证明”自己曾在新疆队效力。视频中，首先出现了某期CCTV-4《中国新闻》的画面，新闻内容为中国国防部对解放军某次导弹试验的回应，右上角出现了萨赫曼走向球场、两人跟着拍摄的画面；随后画面切换到萨赫曼走进球场展示球技以及与中方人员握手交谈的画面，然而画外音却是有关于2015年加拿大女足世界杯的新闻报道，现场还出现了“2016乐视体育中国足协女子超级联赛（江宁赛区）”的横幅。另外，画面中也出现繁体中文“中國足球協會”标志以及“中国电信”商标。对于萨赫曼自称曾在新疆队效力，新疆队官方予以否认，并称“我们这两天都把这件事当一个笑话看的”。
除了伪造在华踢球履历并伪造视频，萨赫曼还被指在网上伪造在西亚球队的“显赫”战绩。萨赫曼被指在TransferMarkt网站编造了“11次出场、打入2球、5次助攻”的“数据”。其个人网站中，每一条新闻都以英语、德语和波斯语三种语言发布。而新闻也不乏“爆炸性”内容，诸如被媒体称作伊拉克的伊布、土超球队邀请其加盟、在比赛中梅开二度等等。对此朱艺分析称，萨赫曼或他的经纪人编造这段视频，很显然并不是给中国人看的，而是想把他的这段“教练”经历偷梁换柱，变成一段效力于中国联赛新疆队的故事，好放在自己的简历中提高身价，以后继续行骗江湖。事發後萨赫曼已将自己的Facebook页面清空，其个人网站也被关闭。
2020年1月，一篇懂球帝的文章揭发，在“假视频”被拆穿之后的3年间，萨赫曼仍在波斯尼亚语新闻媒体上，声称加盟“中国联赛亚军上海队”，还留下了在金山足球场和外滩的照片，自称可以使用汉语、“波黑人民可以从中国学到很多”云云。但无论是上海上港、上海申花还是上海申鑫，均没有引进过萨赫曼。
对于萨赫曼伪造履历事件，中国网上一片嘲讽之声，有中国网民讽刺“可惜，中国足球不允许这么牛逼的人存在”。也有媒体借此提醒中国足球界不要盲目相信“外国的月亮比较圆”，对外援及外教的履历要严加审核，以免不肖之徒有可乘之机。

## 职业生涯统计
| 俱乐部表现 | 俱乐部表现 | 俱乐部表现                        | 联赛 | 联赛 | 总计 | 总计 |
| 赛季       | 俱乐部     | 联赛                              | 出场 | 进球 | 出场 | 进球 |
| ---------- | ---------- | --------------------------------- | ---- | ---- | ---- | ---- |
| 2012年     | FC叙尔特   | 德国石勒苏益格-荷尔斯泰因足球联赛 | 3    | 0    | 3    | 0    |
| 2016年     | 阿瓦士独立 | 伊朗职业足球联赛                  | 0    | 0    | 0    | 0    |
| 总计       | 总计       | 总计                              | 3    | 0    | 3    | 0    |